# Svenska mästerskapet i fotboll 1899
Svenska mästerskapet i fotboll 1899 vanns av Örgryte IS efter finalseger mot Göteborgs FF med 4-0 i på Göteborgs Velocipedsklubbs idrottsplats den 6 augusti 1899. Detta var Örgryte IS fjärde SM-guld i deras fjärde SM-final.

## Final
|  | 6 augusti 1899 | Örgryte IS | 4 – 0   | Göteborgs FF | Göteborgs Velocipedsklubbs Idrottsplats |                                        |
|  |                |            | (1 – 0) |              | Göteborg Domare: Sven Lindhé, Göteborg  | Göteborg Domare: Sven Lindhé, Göteborg |
|  |                |            |         |              | Göteborg Domare: Sven Lindhé, Göteborg  | Göteborg Domare: Sven Lindhé, Göteborg |
|  |                |            |         |              | Göteborg Domare: Sven Lindhé, Göteborg  | Göteborg Domare: Sven Lindhé, Göteborg |